# Offerta aggregata

In macroeconomia l'offerta aggregata rappresenta la capacità produttiva di un sistema economico nel suo complesso.
Essa viene spesso designata con la sigla AS (acronimo dell'inglese aggregate supply).

## Descrizione
L'offerta aggregata può essere rappresentata come una funzione diretta del livello generale dei prezzi, evidenziando come livelli crescenti di output reale siano legati ad un aumento del livello dei prezzi:
{\displaystyle P=(1+\mu )*P^{e}*F\left(1-{\frac {Y}{L}},z\right)}
La determinazione di questa relazione si ottiene considerando il mercato del fattore produttivo lavoro (dove il salario reale è la determinante fondamentale delle scelte dei lavoratori), e il meccanismo di determinazione dei prezzi da parte delle imprese (dove il salario nominale rappresenta un costo di produzione per l'impresa).
Nella funzione figurano il livello atteso dei prezzi {\displaystyle P^{e}}, la disponibilità di forza lavoro {\displaystyle L}, il markup sui costi {\displaystyle \mu }, il fattore istituzionale {\displaystyle z} (rappresentativo di eventuali protezioni sociali sotto forma di sussidi di disoccupazione).
La domanda aggregata e l'offerta aggregata del sistema economico determinano l'equilibrio economico del sistema stesso.